# Клинтон Дејвисон
Клинтон Џозеф Дејвисон (енгл. Clinton Joseph Davisson, 22. октобар 1881. – 1. фебруар 1958) био је амерички физичар који је 1937. године освојио Нобелову награду за физику "за експериментални проналазак дифракције електрона на кристалима". Дејвисон је поделио Нобелову награду са Џорџом Паџетом Томсоном, који је истовремено независно од Дејвисона открио дифракцију електрона.